# بطرس السادس
بطرس السادس بطريرك الإسكندرية للروم الأرثوذكس ما بين القرنين السابع والثامن. وقع محضر المجمع الخمسيني (691) كـ «أسقف الإسكندرية غير المستحق». (en) 